# Malcolm Stanton
Malcolm Stanton (Melbourne, 21 de febrero de 1943) es un ex piloto de motociclismo australiano, que participó en el Campeonato del Mundo de Motociclismo desde 1965 hasta 1967 principalmente en cilindradas grandes.

## Resultados en el Campeonato del Mundo
Sistema de puntuación desde 1950 hasta 1968:
| Posición | 1.º | 2.º | 3.º | 4.º | 5.º | 6.º |
| Puntos   | 8   | 6   | 4   | 3   | 2   | 1   |

### Carreras por año
(Carreras en negrita indica pole position, carreras en cursiva indica vuelta rápida)
| Año  | Cat.  | Moto      | 1     | 2       | 3     | 4       | 5       | 6       | 7       | 8       | 9     | 10      | 11      | 12    | 13    | Pts. | Pos. |
| ---- | ----- | --------- | ----- | ------- | ----- | ------- | ------- | ------- | ------- | ------- | ----- | ------- | ------- | ----- | ----- | ---- | ---- |
| 1965 | 350cc | Norton    |       | GER -   |       |         | IOM 24  | NED -   |         | RDA 8   | CZE - | ULS -   | FIN -   | NAT - | JPN - | 0    | -    |
| 1965 | 500cc | Norton    | USA - | GER -   |       |         | IOM Ret | NED -   | BEL -   | RDA 7   | CZE - | ULS Ret | FIN -   | NAT - | JPN - | 0    | -    |
| 1966 | 350cc | Norton    |       | GER -   | FRA 7 | NED 11  |         | RDA -   | CZE -   | FIN Ret | ULS - | IOM Ret | NAT -   | JAP - |       | 0    | -    |
| 1966 | 500cc | Norton    |       | GER -   |       | NED 14  | BEL Ret | RDA Ret | CZE -   | FIN 5   | ULS - | IOM 10  | NAT Ret |       |       | 2    | 17.º |
| 1967 | 250cc | Aermacchi | ESP - | GER -   | FRA - | IOM -   | NED -   | BEL -   | RDA -   | CZE -   | FIN 6 | ULS -   | NAT -   | CAN - |       | 1    | 23.º |
| 1967 | 350cc | AJS       |       | GER -   |       | IOM Ret | NED -   |         | RDA -   | CZE -   |       | ULS -   | NAT -   | CAN - |       | 0    | -    |
| 1967 | 500cc | Norton    |       | GER Ret |       | IOM Ret | NED -   | BEL 10  | RDA Ret | CZE -   | FIN - | ULS -   | NAT Ret | CAN - |       | 0    | -    |